# Brachypelma
Genre
Synonymes
- Brachypelmides Schmidt & Krause, 1994

Brachypelma est un genre d'araignées mygalomorphes de la famille des Theraphosidae.
En anglais, on peut aussi trouver le terme de « tarantula » pour les qualifier. Attention de ne pas confondre ce terme avec la tarentule, qui, en français désigne une espèce d'araignée-loup vivant dans les régions méditerranéennes.

## Distribution
Les espèces de ce genre sont endémiques du Mexique,. La plus grande partie des espèces se trouvent sur la côte du Pacifique et endémiques de petites parties de cette zone.
La répartition et l'identité de certaines espèces de Brachypelma connaît quelques incertitudes du fait des critiques de Stuart Longhorn envers plusieurs arachnologues, dont Günter E. W. Schmidt, qui ont décrit de nouvelles espèces sur la base de spécimens provenant du commerce d'animaux de compagnie sans localisation précise, ce qui entraîne des répartitions vagues ou inexactes. Il soutient que les informations sur la localité sont vitales pour la « rigueur scientifique », car sans elles, il est impossible de répondre à des questions importantes liées à l'identité des espèces. Steven Turner et ses collègues ont également noté des difficultés d'identification résultant de l'utilisation de spécimens issus du commerce d'animaux de compagnie provenant de sources imprécises.

## Description
Comme les autres membres de la famille des Theraphosidae à laquelle elles appartiennent, les Brachypelma sont généralement grandes par rapport aux autres araignées et sont communément considérées comme des « objets d'effroi ». Ces mygales n'utilisent pas de toiles pour capturer leurs proies, s'appuyant sur leur venin, leur taille et leur force. Les espèces de Brachypelma sont connues pour leur grande taille, leur couleur et leur docilité en captivité. Les plus grandes espèces de Brachypelma comme B. smithi peuvent avoir un corps long de 40 mm à 60 mm et des pattes mesurant jusqu'à 70 mm. Les femelles ont en général, un corps plus long et des pattes plus courtes que les mâles.
Les espèces de Brachypelma sont caractérisées par des marques rouge vif sur les pattes. B. boehmei a été décrite comme l'espèce « la plus belle » du genre. Les parties des pattes les plus proches du corps sont noires, puis trois segments (les rotules, les tibias et les métatarses) sont jaune orangé vif, suivis des tarses noirs. Bien que de couleurs vives, les espèces de Brachypelma sont cryptiques lorsqu'elles se trouvent dans leur habitat naturel.
Les espèces de ce genre sont connues pour leur croissance lente et leur longue durée de vie.

## Liste des espèces
Selon World Spider Catalog (version 21.0, 18/03/2020) :
- Brachypelma albiceps Pocock, 1903
- Brachypelma auratum Schmidt, 1992
- Brachypelma baumgarteni Smith, 1993
- Brachypelma boehmei Schmidt & Klaas, 1993
- Brachypelma emilia (White, 1856)
- Brachypelma hamorii Tesmoingt, Cleton & Verdez, 1997
- Brachypelma klaasi (Schmidt & Krause, 1994)
- Brachypelma smithi (F. O. Pickard-Cambridge, 1897)

## Systématique et taxonomie

### Étymologie
Le genre Brachypelma a été créé par Eugène Simon en 1891 pour l'espèce Mygale emilia, décrite depuis 1856,. Le nom Brachypelma provient du Grec ancien βραχύϛ (brachys), ce qui veut dire «petit» et πέλμα (pelma) dont la signification est «la plante du pied». Les arachnologistes ont par convention défini pelma comme les Scopules du tarse, ce qui implique une définition globale de ce nom comme «(avec) de petits scopules».

### Taxonomie
Le genre Brachypelma n'a pas toujours été reconnu. En 1897, Frederick Octavius Pickard-Cambridge considère que Brachypelma est un synonyme du genre Eurypelma,. En 1903, Reginald Pocock reconnaît Brachypelma comme un genre en listant quatre espèces et en précisant qu'il y en existe d'autres. D'autres arachnologistes comme Robert John Raven, dans sa monographie des Mygalomorphae, que ce genre est un synonyme d'Euathlus. En 1992, Günter Schmidt démontre les différences entre ce genre et Euathlus permettant d'en faire deux genres distincts.
En 1994, Schmidt et Krause érigent le nouveau Brachypelmides mais celui-ci est considéré comme un synonyme de Brachypelma par plusieurs sources dont le World Spider Catalog malgré l'opposition de Schmidt. Lorsqu'il est défini au sens large, Brachypelma se distingue des genres apparentés par les soies plumeuses sur le côté prolatéral (face vers l'avant) du trochanter et du fémur de la première patte et sur le côté rétrolatéral (face vers l'extérieur) du pédipalpe.
Une étude de 2017 a montré que dans le genre Brachypelma, seules huit espèces d'araignées «aux pattes rouges» étaient monophylétiques. Cette observation  conduit à l'érection du genre Tliltocatl par Mendoza et Francke en 2020 pour les autres espèces.

### Barcoding moléculaire
En  2017, Mendoza et Francke ont utilisé la technique du Barcoding moléculaire à quelques espèces mexicaines de Brachypelma en utilisant une portion de 650 paires de bases du gène mitochondrial MT-CO1 pour différencier et identifier les espèces. Le cladogramme résultant de leur étude démontre que les espèces B. hamorii et B. smithi parfois traitées comme une seule espèce à cause de leurs ressemblances sont en réalité deux espèces bien distinctes comme le révèle leurs barcodes moléculaires. Toutes les espèces de ce cladogramme font partie du genre Brachypelma sensu stricto.
|  | Brachypelma smithi |
|  | |
|  | \| \| Brachypelma auratum \| \| \| \| \| \| Brachypelma baumgarteni \| \| \| \| \| \| Brachypelma boehmei \| \| \| \| |
|  | |
|  | Brachypelma auratum                                                                                                   |
|  | |
|  | Brachypelma baumgarteni                                                                                               |
|  | |
|  | Brachypelma boehmei                                                                                                   |
|  | |

|  | Brachypelma auratum     |
|  |                         |
|  | Brachypelma baumgarteni |
|  |                         |
|  | Brachypelma boehmei     |
|  |                         |

|  | Brachypelma smithi |
|  | |
|  | \| \| Brachypelma auratum \| \| \| \| \| \| Brachypelma baumgarteni \| \| \| \| \| \| Brachypelma boehmei \| \| \| \| |
|  | |
|  | Brachypelma auratum                                                                                                   |
|  | |
|  | Brachypelma baumgarteni                                                                                               |
|  | |
|  | Brachypelma boehmei                                                                                                   |
|  | |

|  | Brachypelma auratum     |
|  |                         |
|  | Brachypelma baumgarteni |
|  |                         |
|  | Brachypelma boehmei     |
|  |                         |

|  | Brachypelma smithi |
|  | |
|  | \| \| Brachypelma auratum \| \| \| \| \| \| Brachypelma baumgarteni \| \| \| \| \| \| Brachypelma boehmei \| \| \| \| |
|  | |
|  | Brachypelma auratum                                                                                                   |
|  | |
|  | Brachypelma baumgarteni                                                                                               |
|  | |
|  | Brachypelma boehmei                                                                                                   |
|  | |

|  | Brachypelma auratum     |
|  |                         |
|  | Brachypelma baumgarteni |
|  |                         |
|  | Brachypelma boehmei     |
|  |                         |

|  | Brachypelma smithi |
|  | |
|  | \| \| Brachypelma auratum \| \| \| \| \| \| Brachypelma baumgarteni \| \| \| \| \| \| Brachypelma boehmei \| \| \| \| |
|  | |
|  | Brachypelma auratum                                                                                                   |
|  | |
|  | Brachypelma baumgarteni                                                                                               |
|  | |
|  | Brachypelma boehmei                                                                                                   |
|  | |

|  | Brachypelma auratum     |
|  |                         |
|  | Brachypelma baumgarteni |
|  |                         |
|  | Brachypelma boehmei     |
|  |                         |

|  | Brachypelma smithi |
|  | |
|  | \| \| Brachypelma auratum \| \| \| \| \| \| Brachypelma baumgarteni \| \| \| \| \| \| Brachypelma boehmei \| \| \| \| |
|  | |
|  | Brachypelma auratum                                                                                                   |
|  | |
|  | Brachypelma baumgarteni                                                                                               |
|  | |
|  | Brachypelma boehmei                                                                                                   |
|  | |

|  | Brachypelma auratum     |
|  |                         |
|  | Brachypelma baumgarteni |
|  |                         |
|  | Brachypelma boehmei     |
|  |                         |

|  | Brachypelma smithi |
|  | |
|  | \| \| Brachypelma auratum \| \| \| \| \| \| Brachypelma baumgarteni \| \| \| \| \| \| Brachypelma boehmei \| \| \| \| |
|  | |
|  | Brachypelma auratum                                                                                                   |
|  | |
|  | Brachypelma baumgarteni                                                                                               |
|  | |
|  | Brachypelma boehmei                                                                                                   |
|  | |

|  | Brachypelma auratum     |
|  |                         |
|  | Brachypelma baumgarteni |
|  |                         |
|  | Brachypelma boehmei     |
|  |                         |

|  | Brachypelma smithi |
|  | |
|  | \| \| Brachypelma auratum \| \| \| \| \| \| Brachypelma baumgarteni \| \| \| \| \| \| Brachypelma boehmei \| \| \| \| |
|  | |
|  | Brachypelma auratum                                                                                                   |
|  | |
|  | Brachypelma baumgarteni                                                                                               |
|  | |
|  | Brachypelma boehmei                                                                                                   |
|  | |

|  | Brachypelma auratum     |
|  |                         |
|  | Brachypelma baumgarteni |
|  |                         |
|  | Brachypelma boehmei     |
|  |                         |

|  | Brachypelma smithi |
|  | |
|  | \| \| Brachypelma auratum \| \| \| \| \| \| Brachypelma baumgarteni \| \| \| \| \| \| Brachypelma boehmei \| \| \| \| |
|  | |
|  | Brachypelma auratum                                                                                                   |
|  | |
|  | Brachypelma baumgarteni                                                                                               |
|  | |
|  | Brachypelma boehmei                                                                                                   |
|  | |

|  | Brachypelma auratum     |
|  |                         |
|  | Brachypelma baumgarteni |
|  |                         |
|  | Brachypelma boehmei     |
|  |                         |

### Phylogénie
En 2017, Steven Turner rapportent une analyse phylogénétique de la famille Theraphosidae basée sur l'ADN mitochondrial. Un cladogramme basé sur l'analyse bayésienne d'un échantillon de la tribu Theraphosini qu'il a proposé est montré ci-dessous.
|  | Citharacanthus |
|  |                |
|  | Crassicrus     |
|  |                |

|  | Aphonopelma group 2                 |
|  |                                     |
|  | "Red rump" Brachypelma = Tliltocatl |
|  |                                     |

|  | Citharacanthus |
|  |                |
|  | Crassicrus     |
|  |                |

|  | Aphonopelma group 2                 |
|  |                                     |
|  | "Red rump" Brachypelma = Tliltocatl |
|  |                                     |

|  | Citharacanthus |
|  |                |
|  | Crassicrus     |
|  |                |

|  | Aphonopelma group 2                 |
|  |                                     |
|  | "Red rump" Brachypelma = Tliltocatl |
|  |                                     |

|  | Citharacanthus |
|  |                |
|  | Crassicrus     |
|  |                |

|  | Aphonopelma group 2                 |
|  |                                     |
|  | "Red rump" Brachypelma = Tliltocatl |
|  |                                     |

|  | Xenesthis    |
|  |              |
|  | Pamphobeteus |
|  |              |

|  | "Pattes rouges" Brachypelma = Brachypelma sensu stricto |
|  |                                                         |
|  | Aphonopelma groupe 1                                    |
|  |                                                         |

|  | Xenesthis    |
|  |              |
|  | Pamphobeteus |
|  |              |

|  | "Pattes rouges" Brachypelma = Brachypelma sensu stricto |
|  |                                                         |
|  | Aphonopelma groupe 1                                    |
|  |                                                         |

|  | Citharacanthus |
|  |                |
|  | Crassicrus     |
|  |                |

|  | Aphonopelma group 2                 |
|  |                                     |
|  | "Red rump" Brachypelma = Tliltocatl |
|  |                                     |

|  | Citharacanthus |
|  |                |
|  | Crassicrus     |
|  |                |

|  | Aphonopelma group 2                 |
|  |                                     |
|  | "Red rump" Brachypelma = Tliltocatl |
|  |                                     |

|  | Citharacanthus |
|  |                |
|  | Crassicrus     |
|  |                |

|  | Aphonopelma group 2                 |
|  |                                     |
|  | "Red rump" Brachypelma = Tliltocatl |
|  |                                     |

|  | Citharacanthus |
|  |                |
|  | Crassicrus     |
|  |                |

|  | Aphonopelma group 2                 |
|  |                                     |
|  | "Red rump" Brachypelma = Tliltocatl |
|  |                                     |

|  | Xenesthis    |
|  |              |
|  | Pamphobeteus |
|  |              |

|  | "Pattes rouges" Brachypelma = Brachypelma sensu stricto |
|  |                                                         |
|  | Aphonopelma groupe 1                                    |
|  |                                                         |

|  | Xenesthis    |
|  |              |
|  | Pamphobeteus |
|  |              |

|  | "Pattes rouges" Brachypelma = Brachypelma sensu stricto |
|  |                                                         |
|  | Aphonopelma groupe 1                                    |
|  |                                                         |

Ce cladogramme de l'étude de Turner montre bien que les espèces qui étaient présentes dans l'ancienne définition du genre Brachypelma ne sont pas monophylétiques et se retrouve séparé en deux clades. Les Brachypelma (avec les Aphonopelma) sont constitués en sous-groupes très divergents. L'analyse détaillée suggère que les espèces du groupe « red rump » sont étroitement liées, plusieurs espèces supposées, en particulier celles étiquetées « Brachypelma vagans » (maintenant Tliltocatl vagans), qui ne sont pas monophylétiques. Les auteurs ont averti que l'utilisation nécessaire de spécimens obtenus dans le cadre du commerce d'animaux de compagnie signifie que leurs origines géographiques exactes sont souvent inconnues, ce qui conduit à une incertitude quant à leur identification. Ces études ont entraîné la création d'un nouveau genre pour accommoder les Brachypelma du groupe « red rump », le genre Tliltocatl.

## Publication originale
- Simon, 1891 : Liste des Aviculariides qui habitent le Mexique et l'Amérique centrale. Actes de la Société Linnéenne de Bordeaux, vol. 44, p. 327-339.